# Укріплення Вобана

Мапа розташування пам'яток Вобана

Укріплення Вобана — 12 пам'яток оборонної архітектури, споруджених французьким військовим інженером Себаст'єном ле Претром де Вобаном, які 2008 року було занесено під спільною назвою до списку Світової спадщини ЮНЕСКО.

## Список пам'яток
Список пам'яток фортифікаційної архітектури Вобана представлено за абеткою:
- Аррас (Па-де-Кале): цитадель
- Безансон (Ду): цитадель, міський мур та форт Гриффон.
- Бле-Кюссак-Фор-Медок (Жиронда): цитадель Бле, міський мур, форт Пате та форт Медок.
- Бріансон (Верхні Альпи): міський мур, форт Салетт, форт Труа-Тет, форт Рандує, міст Асфельда.
- Вільфранш-де-Конфлан (Східні Піренеї): фортечні мури, форт Ліберія та грот Кова Бастера.
- Камаре-сюр-Мер (Фіністер): вежа Вобана
- Лонгві (Мерт і Мозель): цитадель Лонгві
- Мон-Дофен (Верхні Альпи): фортеця
- Мон-Луї (Східні Піренеї): фортечні мури та цитадель
- Неф-Бризак (Верхній Рейн): нове місто
- Сен-Мартен-де-Ре (Приморська Шаранта): фортечні мури та цитадель
- Сен-Ва-ла-Уг/острів Татіу (Манш): обсерваторні вежі

## Галерея

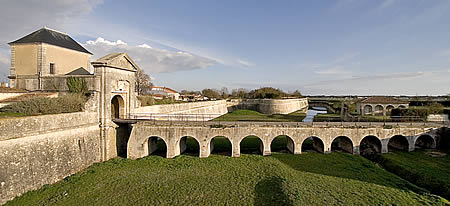
Брама Кампоні (Сен-Мартен-де-Ре - Іль-де-Ре).
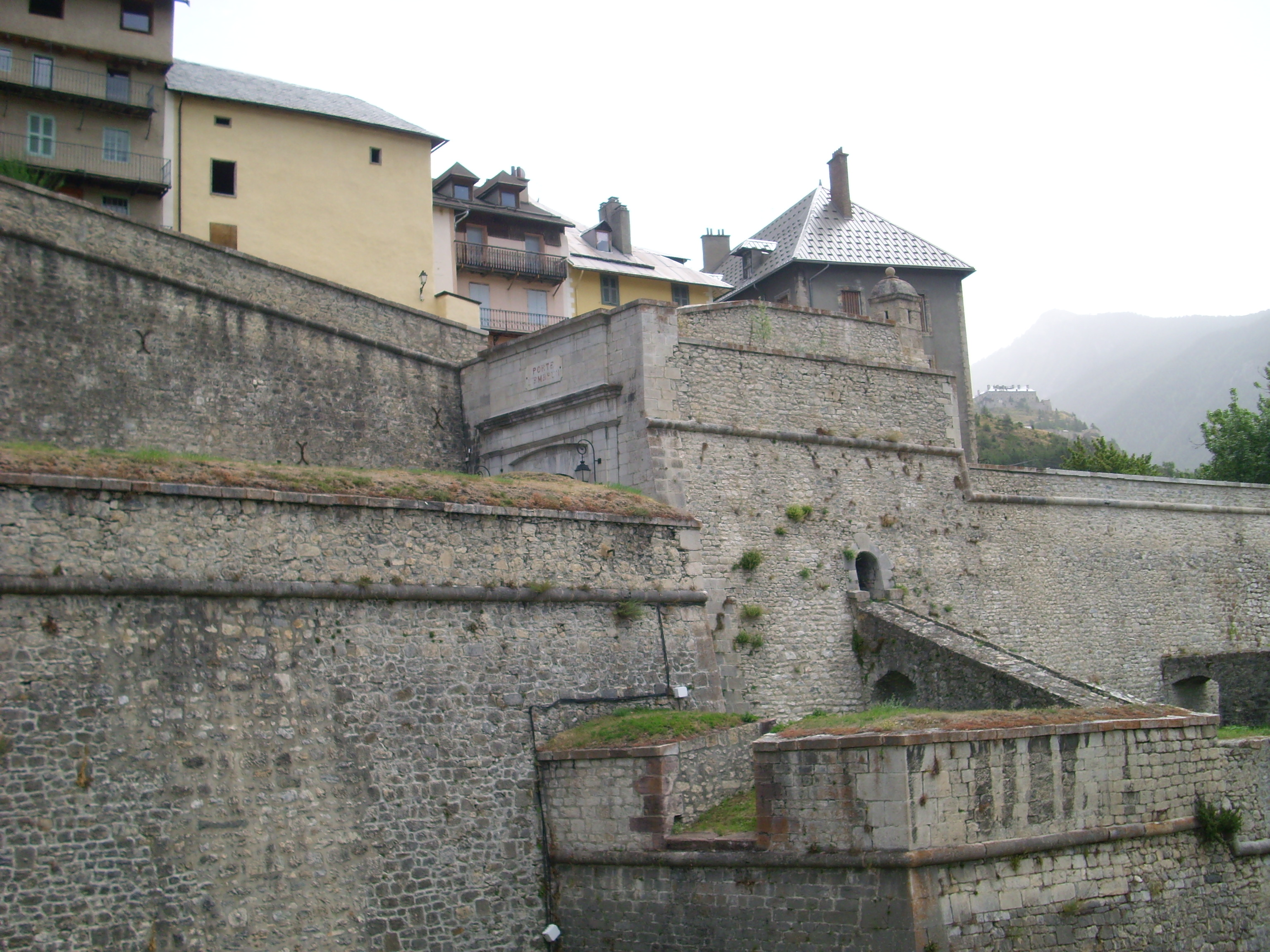
Брама Амбрен та мури міста Бріансон.
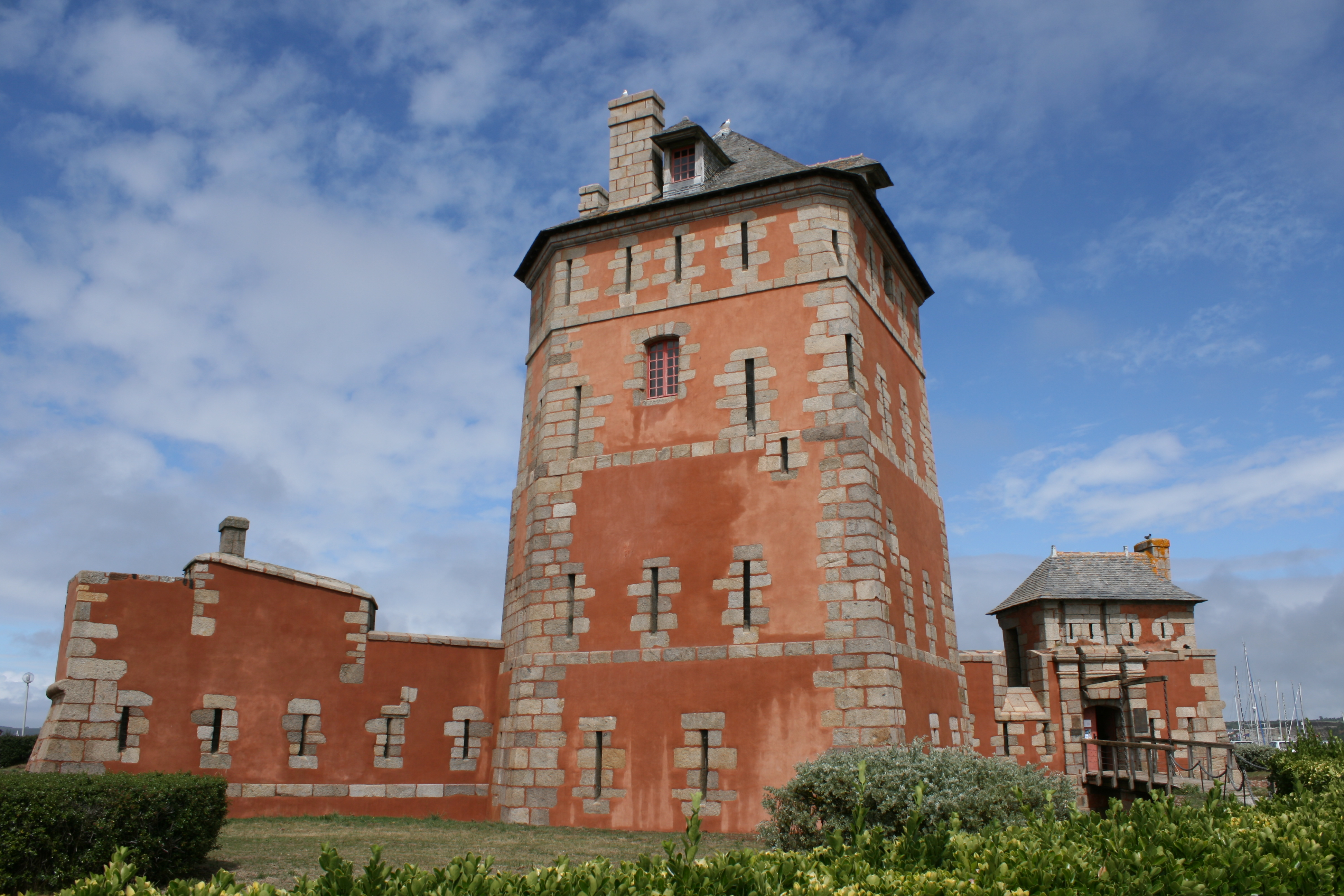
Золочена Вежа або вежа Вобана (Камаре-сюр-Мер).
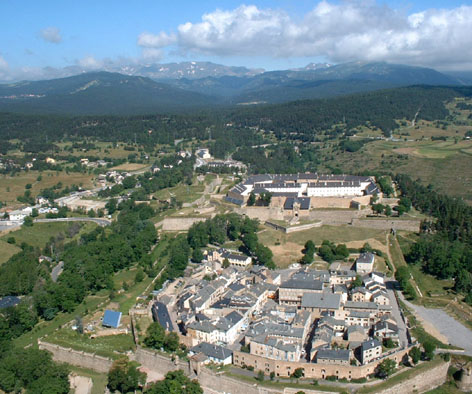
Мон-Луї.
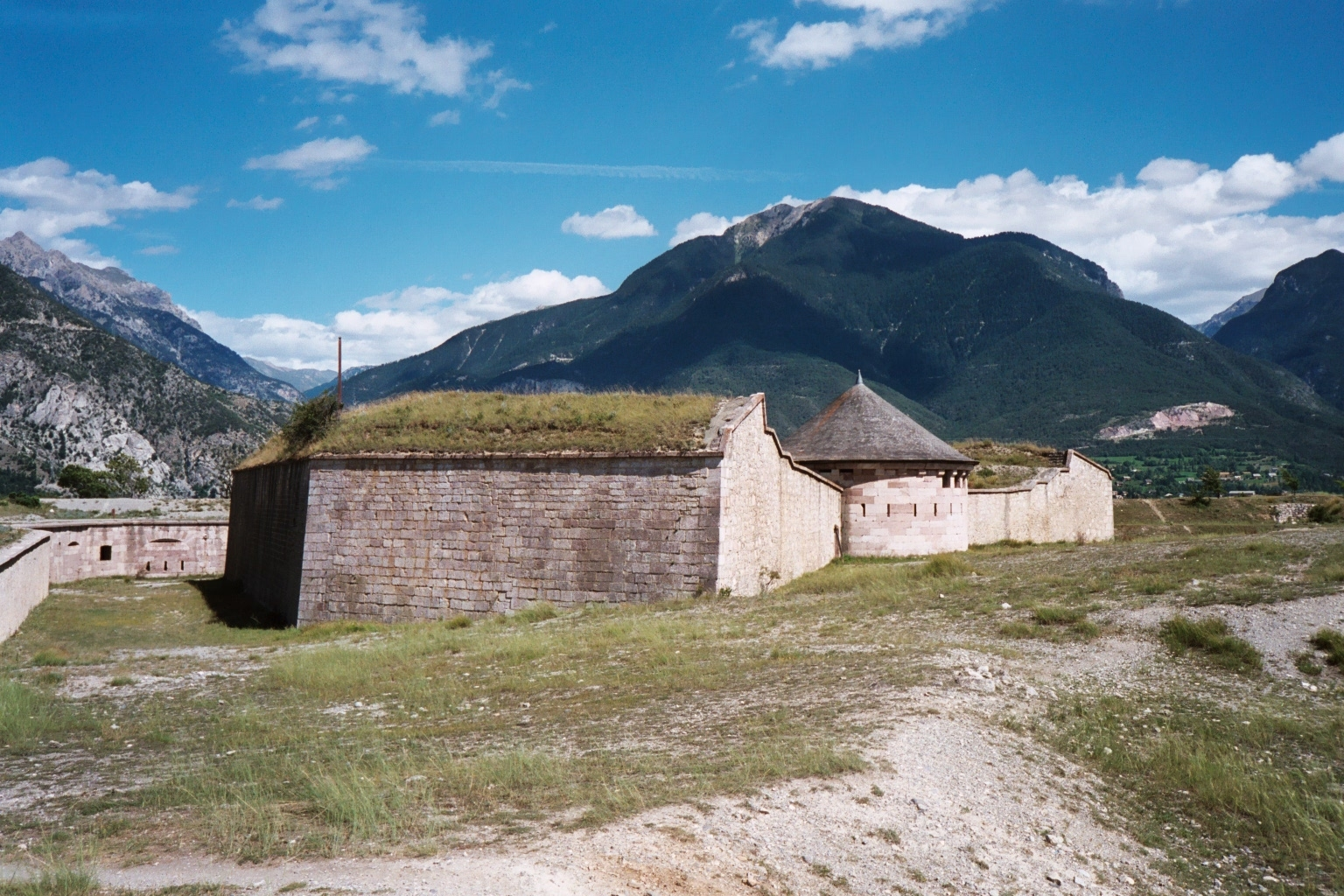
Фортеця в Мон-Дофен.
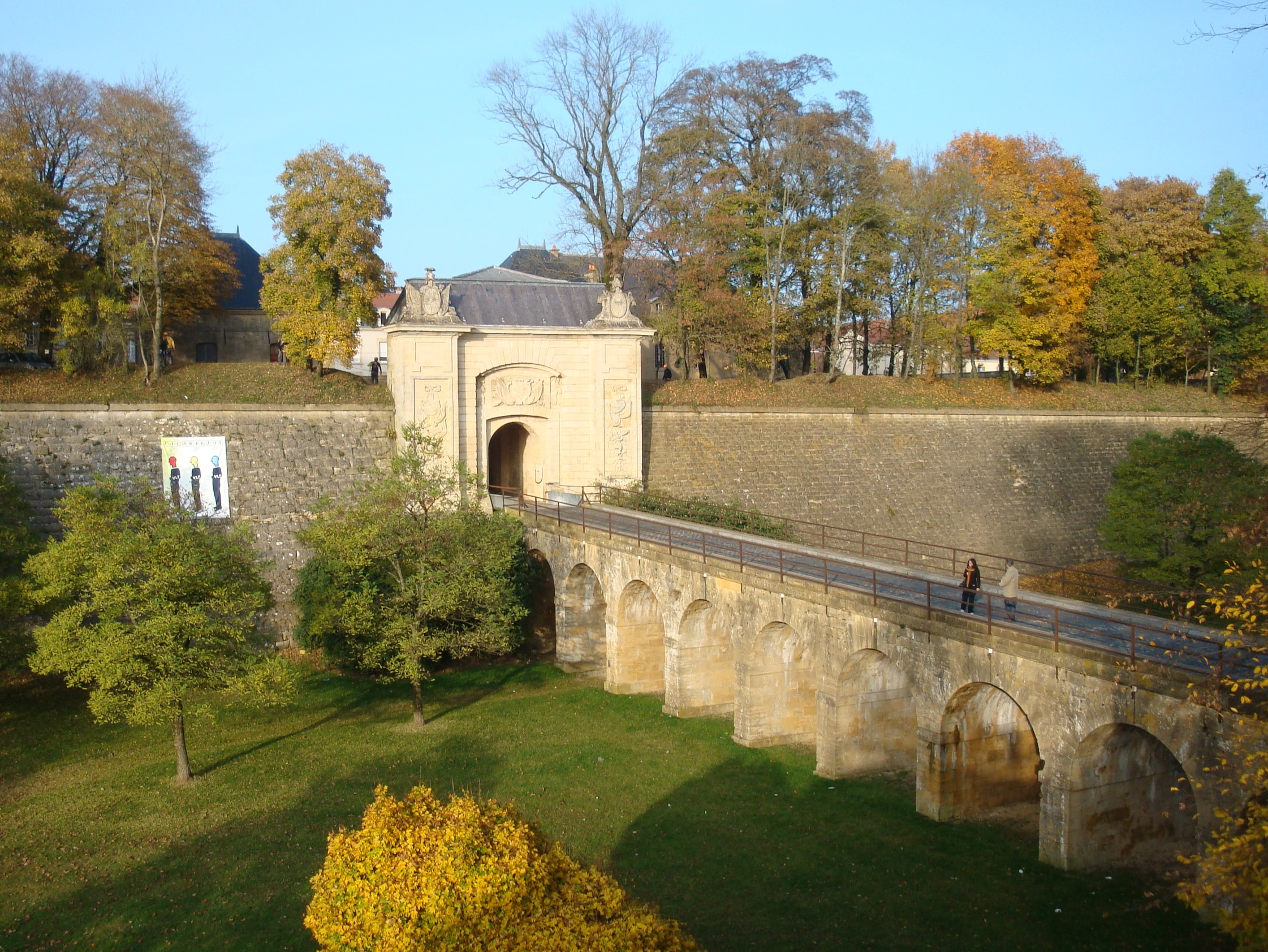
Нове місто в Лонгві.
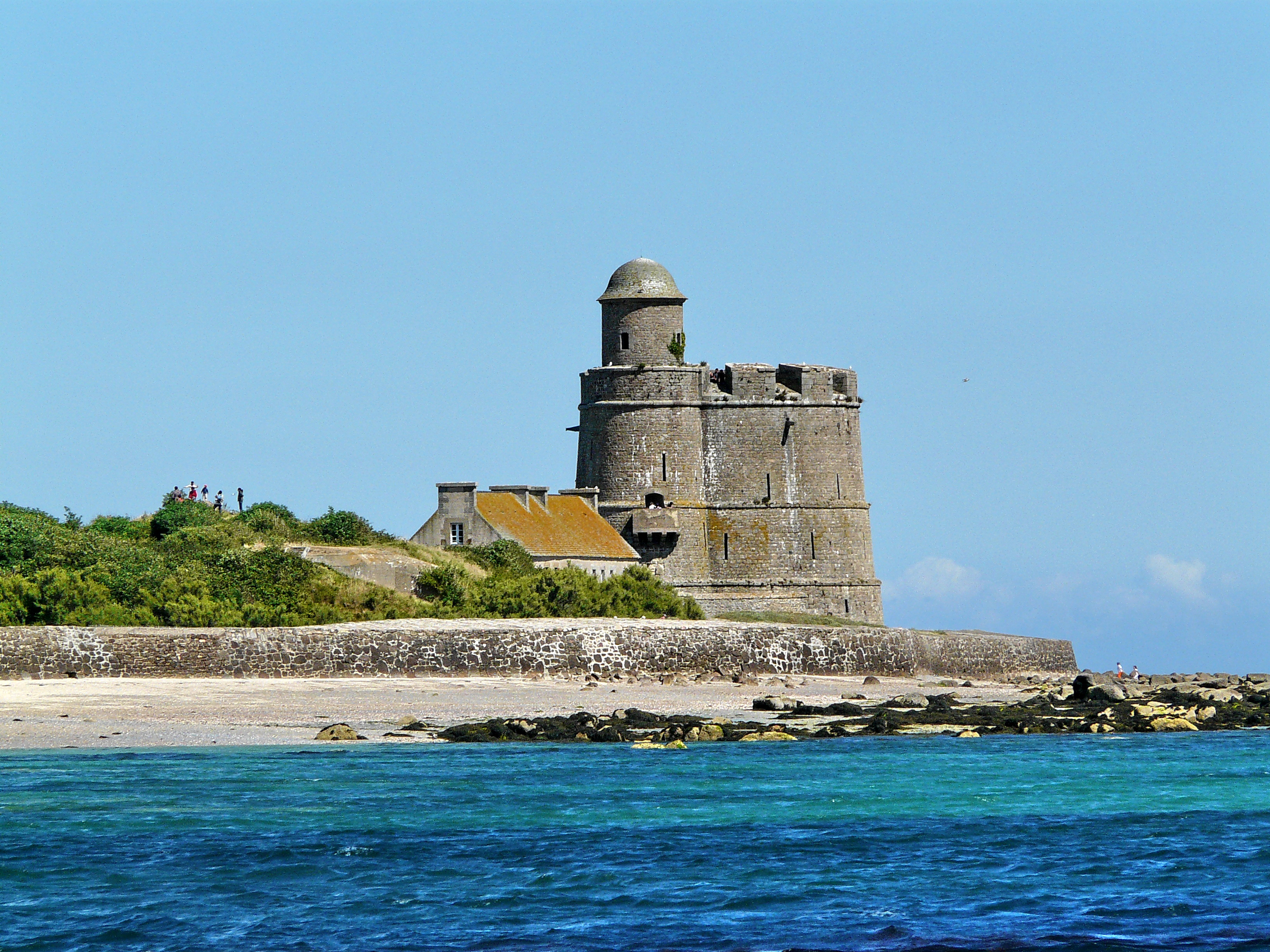
Форт на острові Татіу.